# Zhai Zhigang
Zhai Zhigang (Qiqihar, 10 de octubre de 1966) es un taikonauta chino, siendo el primer hombre de este país que realizó un paseo espacial como comandante de la misión Shenzhou 7, tercera misión de la Administración Espacial Nacional China que fue lanzada al espacio exterior el 25 de septiembre de 2008.
Es piloto de un caza de la Fuerza Aérea de la República Popular China, habiendo alcanzado el grado de teniente-coronel y realizado cerca de 1000 horas de vuelo. En 1996 fue seleccionado para el primer entrenamiento de un grupo de taikonautas, llegando a formar parte del grupo final de catorce personas cualificadas para participar en el programa espacial chino.
Comandó la misión del Shenzhou 7, junto a Liu Bombing y Jing Haipeng como compañeros de misión.